# Abdoulkarim Seck
Abdoulkarim Seck (5 de novembre de 1966) és un judoka senegalès. Va guanyar dos medalles al Campionat africà de judo dels anys 1996 i 1997.